# Atletismo nos Jogos Pan-Americanos de 2003 - 3000 m com obstáculos masculino
A prova dos dos 3000 m com obstáculos masculino nos Jogos Pan-Americanos de 2003 foi realizada em 10 de agosto de 2003. Néstor Nieves derrotou o defensor do título Joël Bourgeois do Canadá.

## Calendário
| Data         | Fase  |
| ------------ | ----- |
| 10 de agosto | Final |

## Medalhistas
| Ouro   | VEN Néstor Nieves       |
| Prata  | CAN Joël Bourgeois      |
| Bronze | USA Anthony Famiglietti |

## Recordes
Recordes mundial e pan-americano antes da disputa dos Jogos Pan-Americanos de 2003.
| Tipo                             | Atleta         | Tempo   | Local         | Data                 |
| -------------------------------- | -------------- | ------- | ------------- | -------------------- |
|                                  | Brahim Boulami | 7:55.28 | Bruxelas      | 24 de agosto de 2001 |
| Recorde dos Jogos Pan-Americanos | Wander Moura   | 8:14.41 | Mar del Plata | 22 de março de 1995  |

## Resultados
| Posição | Atleta                    | Tempo   |
| ------- | ------------------------- | ------- |
| 1       | VEN Néstor Nieves         | 8:34.26 |
| 2       | CAN Joël Bourgeois        | 8:36.78 |
| 3       | USA Anthony Famiglietti   | 8:40.22 |
| 4       | USA Tom Chorny            | 8:45.35 |
| 5       | MEX José Salvador Miranda | 8:47.84 |
| 6       | CAN David Milne           | 8:59.37 |
| 7       | ECU Richard Arias         | 9:21.91 |
| —       | PUR Alexander Greaux      | DSQ     |